# Edward Harrison Taylor
Edward Harrison Taylor (23 de abril de 1889 - 16 de junio de 1978) fue un herpetólogo estadounidense de Kansas.
Nació en Maysville (Misuri) y estudió en la Universidad de Kansas en Lawrence (Kansas), graduándose como licenciado en 1912. Después fue a las Filipinas, donde fue profesor en Mindanao. Entre 1916 y 1920 volvió para realizar su doctorado en Kansas.
Después pasó el resto de su vida trabajando en México, Costa Rica, Sri Lanka, mar de Célebes y Tailandia.

## Honores

### Eponimia
Varias especies de anfibios y de reptiles lo honran, entre ellos:
- Anolis taylori
- Craugaster taylori
- Lithobates taylori
- Trachemys taylori
- Gekko taylori
- Cyrtodactylus edwardtaylori
- Dibamus taylori
- Hemidactylus taylori
- Hemitheconyx taylori
- Lankascincus taylori
- Latastia taylori
- Sceloporus edwardtaylori
- Sphenomorphus taylori
- Xenagama taylori
- Agkistrodon taylori
- Coluber taylori
- Lycophidion taylori
- Hyalinobatrachium taylori
- Ambystoma taylori
- Bolitoglossa taylori
- Oedipina taylori
- Microcaecilia taylori
- Platymantis taylori
- Pseudorabdion taylori
- Brachymeles boulengeri taylori
- Gerrhonotus liocephalus taylori
- Lipinia pulchella taylori
- Sceloporus occidentalis taylori
- Sphenomorphus assatus taylori
- Uta stansburiana taylori
- Coniophanes picevittis taylori
- Cyclocorus nuchalis taylori
- Ficimia publia taylori
- Lampropeltis triangulum taylori
- Micrurus browni taylori

## Algunas publicaciones
- 1921: Amphibians and Turtles of the Philippine Islands

- 1922: The Lizards of the Philippine Islands

- 1922: The Snakes of the Philippine Islands

- 1925: Herpetology of the Philippine Islands

- 1934: Philippine Land Mammals

- 1935: A taxonomic study of the cosmopolitan scincoid lizards of the genus Eumeces: with an account of the distribution and *relationships of its species

- 1941: Extinct lizards from Upper Pliocene deposits of Kansas, Extinct toads and salamanders from Middle Pliocene beds of Wallace and Sherman counties, Kansas

- 1956: A review of the lizards of Costa Rica

- 1962: The Amphibian fauna of Thailand

- 1963: The Lizards of Thailand

- 1965: The Serpents of Thailand and Adjacent Waters

- 1966: Herpetology of Mexico: Annotated Checklists and Keys to the Amphibians and Reptiles

- 1968: The Caecilians of the World: A Taxomic Review

- 1970: The Turtles and Crocodiles of Thailand and Adjacent Waters: With a synoptic herpetological bibliography

- 1972: Squamation in Caecilians: With an Atlas of Scales

- 1975: Edward H. Taylor: Recollection of an Herpetologist. Univ. of Kansas Museum of Natural History, Monograph Series, Publication 4:1-160] con A. Byron Leonard, Hobart M. Smith, George R. Pisani.

- 1977: The comparative anatomy of caecilian mandibles and their teeth. The Univ. of Kansas Sci. Bull. 51 (8)

## Abreviatura (zoología)
La abreviatura Taylor  se emplea para indicar a Edward Harrison Taylor como autoridad en la descripción y taxonomía en zoología.